# András Mátyás Vojnits
András Mátyás Vojnits (2 de enero de 1941 - 5 de abril de 2021) fue un naturalista y entomólogo húngaro. Fue curador del Museo de Historia Natural de Hungría desde 1965. Su especialidad y experticia fue en mariposas, especialmente de la tribu Eupitheciini.